# Wim ter Burg
Willem (Wim) ter Burg (Utrecht, 10 april 1914 – Maarn, 17 september 1995) was een Nederlands componist, kerkmusicus, koordirigent en muziekpedagoog.

## Opleiding
Ter Burg studeerde, na de Christelijke HBS Utrecht, orgel (bij Valentijn Schoonderbeek, Willem Petri, Simon C. Jansen, Adr. C. Schuurman), beiaard en piano (bij Jan Wagenaar en Dick van Willigenburg), koordirectie (bij Jan Wagenaar en Wilhelm Ehmann), fluit (bij Jan Sevenstern) en schoolmuziek (bij prof. Jos Smits van Waesberghen). In 1937 behaalde hij zijn staatsexamen in orgel en koordirectie. Later, in 1963 en 1964, volgde hij zomercursussen aan het Orff-instituut te Salzburg.

## Werk
Hij was van 1935 tot 1952 (cantor-)organist, stadsbeiaardier, koor- en orkestdirigent en muziekdocent in Baarn, Enkhuizen en Hoorn. In 1952 ging hij naar Amsterdam, waar hij lesgaf aan het Christelijk Lyceum aan de Moreelsestraat en tot 1959 adjunct-directeur was van de Volksmuziekschool, staflid van het Gehrelsinstituut, en voorzitter van het Centraal Beraad Amateuristische Muziekbeoefening. 
Op het terrein van liturgie en kerkmuziek was hij nauw betrokken bij de Nocturnen-diensten van Willem Barnard, Frits Mehrtens en Willem Vogel in de Maranathakerk in Amsterdam. In de jaren 60 assisteerde hij Barnard als cantor-organist in Roosendaal, zowel bij de zondagdiensten als bij de Didache-diensten.
Van 1958 tot 1961 was Ter Burg hoofd van de muziekpedagogische afdeling van het Brabantse conservatorium in Tilburg. Daarna werd hij muziekleraar aan Pedagogische Academie De Klokkenberg te Nijmegen. In de jaren 70 was hij dirigent van het Toonkunstkoor en de Walburgcantorij in Zutphen. 
In 1962 trad hij in dienst van instituut Bartiméus in Doorn, waar hij na zijn pensionering, tot aan zijn dood in 1995, actief bleef, als muziektherapeut voor meervoudig gehandicapte kinderen. Van 1970-1975 werkte hij als muziektherapeut bij 's Koonings Jaght te Arnhem-Schaarsbergen, onderdeel van het landelijk Centraal Pedagogisch Centrum te Den Haag. Ook was hij tot 1978 voorzitter van de Stichting voor Muziektherapie. 
Voor de NCRV werkte hij als freelance-medewerker aan radio- en televisieprogramma's als "Wie zingt er mee?", "Wie luistert er mee?", "Muziek in de huiskamer" en "Geestelijke Liederen" (nieuwe Liedboek voor de Kerken). Voor TELEAC presenteerde hij samen met Kees Stolwijk de cursus "Noten en tonen".
Samen met tekstschrijver Hanna Lam (1928-1988) maakte hij Bijbelliederen voor de jeugd, in vier delen uitgegeven onder de titel Alles Wordt Nieuw, waarvan de eerste drie ook op langspeelplaat werden uitgebracht door Phonogram Records. Maar al sinds de jaren 50 schreef hij melodieën voor nieuwe kerkliederen, die in onder meer het Liedboek voor de Kerken en Zingend Geloven hun weg naar de gereformeerde, hervormde en katholieke kerken in Nederland vonden, waarbij hij samenwerkte met tekstdichters als Willem Barnard, Huub Oosterhuis en Jan Wit. Ook publiceerde hij "Flûtes Dansantes", een suite voor bamboefluitkwartet of andere instrumenten, bij De Harmonie in Hilversum.
Zijn werk als muziekpedagoog en muziektherapeut bij Bartiméushage resulteerde in diverse radio- en televisie-uitzendingen, talrijke workshops en het boek Meer Met Muziek (1985) over muziek als orthopedagogisch medium.
Ter Burg trouwde tweemaal en had zeven kinderen, waaronder filmeditor Job ter Burg (1972).
In 1981 ontving Ter Burg een koninklijke onderscheiding en werd daarmee benoemd tot Ridder in de Orde van Oranje-Nassau.

## Bekend werk
- Alles Wordt Nieuw
- Meer met Muziek - muziek als orthopedagogisch medium, 1985, ISBN 9789026618154